# 安東尼奧·盧沙
安東尼奧·埃羅蒙塞萊·諾比·盧沙（挪威語：Antonio Eromonsele Nordby Nusa，2005年4月17日—）是一名挪威職業足球員，司職翼鋒，現時效力德甲球會RB萊比錫，並代表挪威參加國際賽事。

## 球會生涯
盧沙於出生地球會朗胡斯IL（挪威語：Langhus IL）開始足球生涯，並在2018年加入的青訓學院。2020年5月，他與球會簽下了首份職業合約。他在2021賽季季前操練時首次參與球會一隊操練，並在2021年5月與球會達成協議續約三年。同月30日，盧沙在對陣洛辛堡的挪超比賽中上演職業生涯地標戰，他於比賽第78分鐘後備上陣。同年6月27日，他在對陣波杜基林特的4–1敗仗中後備上陣後射入職業生涯首個入球，協助於上半場連失四球的史達比克在下半場破蛋。三天後，他在對陣維京的3–3和局中首次為球隊正選上陣，並在比賽中梅開二度。
2021年8月31日，比利時職業聯賽球會布魯日宣布簽入盧沙，他簽下一紙為期三年的合約。2022年9月13日，盧沙在對陣波圖的4–0勝仗中首次於歐冠賽事上陣，並隨即取得他的首個歐冠入球。他以17歲又149日之齡成為賽事史上最年輕的挪威上陣球員，以及賽事史上第二年輕的入球球員，僅次於。

## 國家隊生涯
盧沙曾在2023年U19歐洲國家盃外圍賽中代表挪威U19上陣，並在對陣法國的比賽中射入致勝一球，協助挪威以2–1勝出。
2023年8月，盧沙首次獲挪威國家隊徵召。同年9月7日，他在對陣約旦的熱身賽中上演國家隊地標戰，並在比賽第11分鐘射入他的首個國家隊入球，協助球隊以6–0大勝對手。

## 個人生活
盧沙的父親是尼日利亞人，母親是挪威人。

## 生涯統計

### 球會
最後更新：2024年5月26日
| 效力球會     | 球季     | 聯賽                 | 聯賽 | 聯賽 | 國家盃賽 | 國家盃賽 | 洲際賽事 | 洲際賽事 | 其他 | 其他 | 總計 | 總計 |
| 效力球會     | 球季     | 聯賽                 | 上陣 | 入球 | 上陣     | 入球     | 上陣     | 入球     | 上陣 | 入球 | 上陣 | 入球 |
| ------------ | -------- | -------------------- | ---- | ---- | -------- | -------- | -------- | -------- | ---- | ---- | ---- | ---- |
|              | 2021     | 挪威足球超级联赛     | 11   | 3    | 2        | 0        | —        | —        | —    | —    | 13   | 3    |
| 布魯日       | 2021–22  | 比利時職業聯賽       | 3    | 1    | 1        | 0        | 0        | 0        | 0    | 0    | 4    | 1    |
| 布魯日       | 2022–23  | 比利時職業聯賽       | 26   | 1    | 1        | 0        | 4        | 1        | 1    | 0    | 32   | 2    |
| 布魯日       | 2023–24  | 比利時職業聯賽       | 30   | 3    | 3        | 0        | 13       | 1        | —    | —    | 46   | 4    |
| 布魯日       | 總計     | 總計                 | 59   | 5    | 5        | 0        | 17       | 2        | 1    | 0    | 82   | 7    |
| 布魯日預備隊 | 2022–23  | 比利時挑戰者職業聯賽 | 2    | 0    | —        | —        | —        | —        | —    | —    | 2    | 0    |
| 生涯總計     | 生涯總計 | 生涯總計             | 72   | 8    | 7        | 0        | 17       | 2        | 1    | 0    | 97   | 10   |

1. ↑  於歐冠賽事上陣。
2. ↑  於比利時超級盃上陣。
3. ↑  於歐協聯賽事上陣。

### 國家隊
最後更新：2024年6月8日
| 代表國家隊 | 年份 | 上陣 | 入球 |
| ---------- | ---- | ---- | ---- |
| 挪威       | 2023 | 4    | 1    |
| 挪威       | 2024 | 3    | 0    |
| 總計       | 總計 | 7    | 1    |

| # | 日期         | 地點                   | 對手 | 入球比數 | 最終比數 | 賽事   |
| - | ------------ | ---------------------- | ---- | -------- | -------- | ------ |
| 1 | 2023年9月7日 | 挪威奥斯陆乌勒瓦尔球场 | 约旦 | 1–0      | 6–0      | 熱身賽 |

所有比數左側代表挪威，入球比數欄代表盧沙入球後場上的比數

## 榮譽

### 球員
布魯日
- 比利時職業聯賽：2021–22（英语：2021–22 Belgian First Division A）、2023–24
- 比利時超級盃：2022（英语：2022 Belgian Super Cup）

## 外部連結
- Antonio Nusa （页面存档备份，存于） at the Club Brugge KN website
- Soccerway資料庫：安東尼奧·盧沙
- 安東尼奧·盧沙－UEFA國際賽競賽紀錄